# Edmund Fitzalan-Howard, 1:e viscount Fitzalan av Derwent

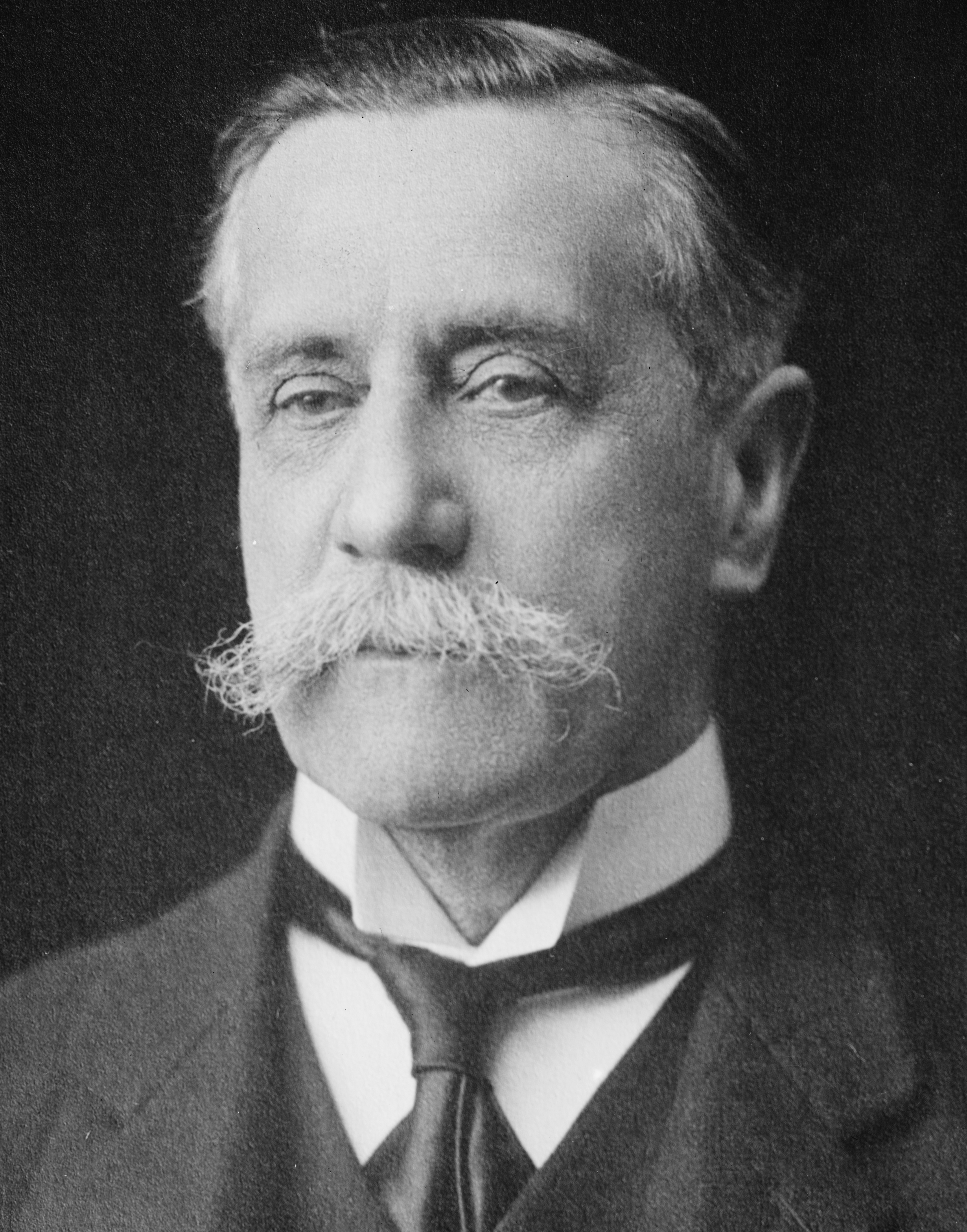
Edmund Fitzalan-Howard, 1:e viscount Fitzalan av Derwent.

Edmund Fitzalan-Howard, 1:e viscount Fitzalan av Derwent (känd som lord Edmund Talbot 1876–1921), född den 1 juni 1855, död den 18 maj 1947, var en brittisk politiker, bror till Henry Fitzalan-Howard, 15:e hertig av Norfolk.
Lord Talbot tillhörde underhuset från 1894 och var en tid 1905 yngre skattkammarlord i Balfours ministär. Han var 1915–1921 ledamot av Asquiths och Lloyd Georges koalitionsministärer som "inpiskare" i underhuset och joint parliamentary secretary to the treasury. Han var den siste lordlöjtnanten av Irland åren 1921–1922, innan posten avskaffades då den Irländska fristaten upprättades, och den ende romerske katolik, som innehade detta ämbete sedan Jakob II:s tid. I samband med utnämningen blev han upphöjd till peer som viscount Fitzalan av Derwent och utbytte därvid sitt 1876 av arvsskäl antagna tillnamn Talbot mot släktnamnet Fitzalan-Howard.